# Peter Haungs
Peter Haungs (* 12. April 1939 in Lahr; † 24. Mai 1994 in Trier) war ein deutscher Politikwissenschaftler, der sich insbesondere mit der Parteiendemokratie beschäftigte. Er war ab 1972 Professor an der Universität Trier und von 1987 bis 1989 Vorsitzender der Deutschen Gesellschaft für Politikwissenschaft.

## Leben
Haungs war Sohn eines Malermeisters. Er studierte  Politische Wissenschaft, Geschichte und Staatsrecht an den Universitäten in Freiburg im Breisgau (1958 bis 1959), Berlin (1959 bis 1960) und Heidelberg (ab 1960). Zu seinen akademischen Lehrern gehörten u. a. Werner Conze und Dolf Sternberger. 1966 wurde er bei Sternberger an der Philosophischen Fakultät der Universität Heidelberg mit der Dissertation Reichspräsident und parlamentarische Kabinettsregierung. Eine Studie zum Regierungssystem der Weimarer Republik in den Jahren 1924 bis 1929 zum Dr. phil. promoviert.
In der Zeit der Westdeutschen Studentenunruhen der 1960er Jahre wurde er wissenschaftlicher Assistent von Sternberger am dortigen Institut für Politische Wissenschaft; nach dessen Tod (1989) gab er seine Werke heraus. 1970 vertrat er die Professur von Hans Buchheim an der Universität Mainz und danach die von Sternberger in Heidelberg. Mehrmonatige Studienaufenthalte führten ihn an das Institut d’études politiques de Paris, wo er sich mit dem politischen System Frankreichs vertraut machte. 1971 wurde er Hochschullehrer an der Universität Trier, zunächst als wissenschaftlicher Rat und Abteilungsvorsteher. 1972 wurde er zum Professor für Politikwissenschaft an der Doppeluniversität Trier-Kaiserslautern ernannt.
Haungs fungierte als Dekan (1983 bis 1985) des Fachbereichs III, als Vorsitzender der Versammlung (1993 bis 1994) und als Mitglied des Senats der Universität Trier. Er war zudem Mitbegründer und von 1987 bis 1989 Vorsitzender der Deutschen Gesellschaft für Politikwissenschaft (DGfP). Nach der Wiedervereinigung baute er den Fachbereich Politikwissenschaft an den Universitäten Rostock und Erfurt mit auf. Haungs publizierte umfangreich Bücher, Beiträge in Sammelbänden und Zeitschriftenaufsätze u. a. im Jahrbuch für Politik und dem Jahrbuch Extremismus & Demokratie; er beschäftigte sich hauptsächlich mit der Teildisziplin Regierungslehre, er forschte auf dem Gebiet der Wahlanalyse, wandte sich der Parteienforschung zu und widmete sich der vergleichenden Demokratieforschung. Das Buch Parteiendemokratie in der Bundesrepublik Deutschland gilt als Standardwerk. Er war darüber hinaus Mitherausgeber der Schriftenreihe Beiträge zur Zeitgeschichte und der Zeitschrift Politische Bildung.
Haungs war Mitglied der CDU, die er aus wissenschaftlicher Sicht auch kritisierte. Er befürwortete sowohl den Verfassungspatriotismus als auch die nationale Einheit. Haungs gilt rückblickend in den Augen seines Schülers Eckhard Jesse als sachbezogener, kompetenter und vermittelnder Wissenschaftler.

## Schriften (Auswahl)

### Monografien
- Mit Bernhard Vogel: Wahlkampf und Wählertradition. Eine Studie zur Bundestagswahl von 1961 (= Politische Forschungen. Band 7). Westdeutscher Verlag, Köln u. a. 1965.
- Reichspräsident und parlamentarische Kabinettsregierung. Eine Studie zum Regierungssystem der Weimarer Republik in den Jahren 1924 bis 1929 (= Politische Forschungen. Band 9). Westdeutscher Verlag, Köln u. a. 1968.
- Parteiendemokratie in der Bundesrepublik Deutschland (= Beiträge zur Zeitgeschichte. Band 3). Colloquium Verlag, Berlin 1980, ISBN 3-7678-0491-3 (2. Auflage, 1981).

### Herausgeberschaften
- Res publica. Studien zum Verfassungswesen. Dolf Sternberger zum 70. Geburtstag. Fink, München 1977, ISBN 3-7705-1602-8.
- 40 Jahre Rheinland-Pfalz. Eine politische Landeskunde. Schmidt, Mainz 1986, ISBN 3-87439-126-4.
- mit Eckhard Jesse: Parteien in der Krise? In- und ausländische Perspektiven. Verlag Wissenschaft und Politik, Köln 1987, ISBN 3-8046-8694-X.
- Europäisierung Europas? (= Veröffentlichungen der Deutschen Gesellschaft für Politikwissenschaft. Band 6). Nomos, Baden-Baden 1989, ISBN 3-7890-1804-X.
- mit Klaus Landfreid, Elsbeth Orth, Bernhard Vogel: Dolf Sternberger: Schriften, 1989. Teil 10: Verfassungspatriotismus. Insel-Verlag, Frankfurt am Main 1990, ISBN 3-458-16085-X.
- Wissenschaft, Theorie und Philosophie der Politik. Konzepte und Probleme (= Veröffentlichungen der Deutschen Gesellschaft für Politikwissenschaft. Band 7). Nomos, Baden-Baden 1990, ISBN 3-7890-2029-X.
- Politik ohne Vertrauen? (= Veröffentlichungen der Deutschen Gesellschaft für Politikwissenschaft. Band 8). Nomos, Baden-Baden 1990, ISBN 3-7890-2158-X.
- mit Karl Martin Graß, Hans Maier, Hans-Joachim Veen: Civitas. Widmungen für Bernhard Vogel zum 60. Geburtstag (= Studien zur Politik. Band 19). Schöningh, Paderborn 1992, ISBN 3-506-79319-5.